# Umreifungsgerät

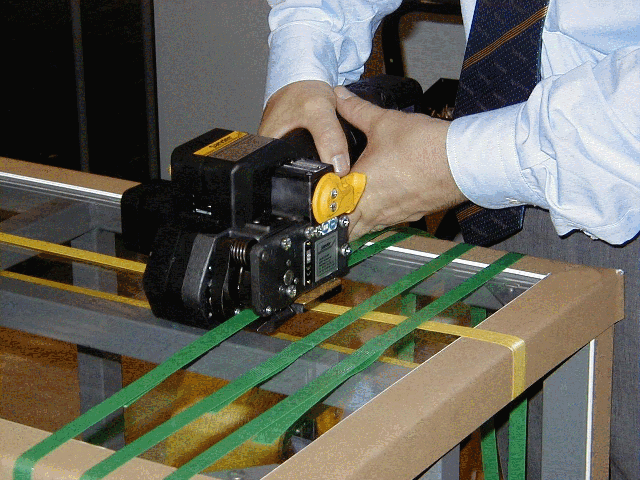
Umreifungsgerät, manuell bedienbar

Umreifungsgeräte dienen der Umreifung, das heißt dem Spannen und Verschließen von Umreifungsbändern und somit der Sicherung von Packstücken. Je nach Gewicht und Beschaffenheit der zu sichernden Ladung kommen Stahlbänder oder Kunststoff-Umreifungsbänder zum Einsatz. Das Grundprinzip der Arbeitsweise eines Umreifungsgerätes ist stets das Gleiche: eine Spannrolle zieht das Umreifungsband stramm und eine „Verschlusseinheit“ (Hülse, Schweißeinheit oder Kerbverschluss) halten die Bandenden zusammen.

## Typen von Umreifungsgeräten
Umreifungsgeräte unterscheiden sich grundsätzlich nach dem dem jeweiligen Gerät zugrunde liegenden Umreifungsband, der Art des Antriebs sowie der Art des Verschlusses.
Umreifungsgeräte unterscheiden sich zunächst darin, ob sie für Verpackungsstahlband, Polyester-Textilband (d. h. Fadenstrukturband, gewebtes Band oder Kompositband) oder extrudiertes Kunststoff-Umreifungsband (PP-Band oder PET-Band) konzipiert wurden.
Für alle Bandtypen gibt es manuelle Umreifungsgeräte, bei denen von Hand das Band gespannt und anschließend mit einer Verschlusshülse oder im Fall von Textilband mit einer Metallklemme verschlossen wird. Dabei kann das Spannen und Verschließen der Bänder separat mit Spanner und Zange als auch kombiniert in einem Gerät – sog. Kombi-Umreifungsgerät – erfolgen.
Ebenso ist es für alle Bandtypen möglich, mit einem pneumatischen Umreifungsgerät zu arbeiten. Anders als bei Akku-Umreifungsgeräten ist man so unabhängig von der Lebensdauer einer Akkuladung und kann eine bestimmte Spannkraft immer wiederholen; dies ist bei Exportverpackern, die bestimmte Sicherheitsauflagen erfüllen müssen, von besonderer Bedeutung – gerade beim Spannen von Textil- und Laschbändern. Akku-Umreifungsgeräte haben sich dagegen insbesondere beim Verarbeiten von extrudiertem Kunststoff-Umreifungsband durchgesetzt, bei denen sowohl das Spannen als auch das Verschließen der Umreifungsbänder akkubetrieben „per Knopfdruck“ erfolgt. Dabei greifen die Zähne einer Spannrolle in das Umreifungsband und ziehen dieses so stramm. Anschließend werden die übereinander liegenden Enden der Umreifungsbänder in der Regel unter Druck durch oszillierende Bewegungen gegeneinander (Friktionsverschluss, auch „Reib-Schweiß-Verschluss“ genannt) per Reibschweißen miteinander verbunden.

## Kombinierte Umreifungsgeräte
Hier wird das Umreifungsband pneumatisch um das Packstück gespannt und sobald die Endspannung erreicht ist, wird die vorher aufgebrachte Verschluss-Hülse zweifach, oder vierfach mechanisch an den Kanten verformt (der sog. "Single- oder Double-Notch). Im Anschluss daran wird das oben liegende Umreifungsband automatisch abgeschnitten.
Der pneumatische Druck sollte für diesen Einsatzbereich bei min. 4–5 bar Fließdruck liegen.
Umreifungsgeräte für diesen Einsatz sind entweder mit einem Kolben- oder Membranzylinder ausgelegt, der die scherenförmige Bewegung der Verschlusszangen in einem Gerät führt.
Verschlusshülsen gibt es in unterschiedlichster Form, u. a.:
- Push-Type (geschlossene Hülsenform)
- C-Form (halb geöffnete Verschluss-Hülse)
- Magazin-Hülsen (hier sind die Hülsen in offener Form zu einem Magazin gestapelt)

## Spanner und Verschließer als separate Einheiten
Besonders in der Stahlindustrie kommen an Stelle von Kombigeräten separate Spanner und Verschließer zum Einsatz. Diese Geräte gibt es üblicherweise für die Bandbreiten von 19,00 bis 31,75 mm. Die Verpackungsstahlbandgüten spielen bei diesem Einsatzzweck keine Rollen.
Um einen sog. Spanner und die vorher aufgebrachte Verschluss-Hülse wird das Umreifungsband um das Packgut gespannt. Die pneumatisch aufgebrachte Spannung wird gehalten, während der sog. Verschließer (Single- / Double-Notch) zum Einsatz kommt und die Verschluss-Hülse fest mit dem Umreifungsband verbindet.
Im Anschluss an die Verschlussbildung nutzt man den Spanner, durch Schwenkbewegungen, um das oben liegende Umreifungsband abzutrennen.